# 얀 외스테르고르 예르겐센
얀 외스테르고르 예르겐센(덴마크어: Jan Østergaard Jørgensen, 1987년 12월 31일~)은 덴마크의 배드민턴 선수이다. 2012년과 2016년 하계 올림픽에 참가했다.